# Oglasodes bisinuata
Oglasodes bisinuata là một loài bướm đêm trong họ Noctuidae.